# مايلز تايلور
مايلز تايلور (بالإنجليزية: Miles Taylor)‏ هو محامي وسياسي أمريكي، ولد في 16 يوليو 1805 في الولايات المتحدة، وتوفي في 23 سبتمبر 1873 في نفس البلد. حزبياً، نشط في الحزب الديمقراطي. وقد انتخب عضو مجلس النواب الأمريكي.